# NGC 7283
NGC 7283 ist eine Spiralgalaxie vom Hubble-Typ Sb im Sternbild Pegasus am Nordsternhimmel. Sie ist schätzungsweise 334 Millionen Lichtjahre von der Milchstraße entfernt und hat einen Durchmesser von etwa 100.000 Lichtjahren. Vom Sonnensystem aus entfernt sich das Objekt mit einer errechneten Radialgeschwindigkeit von näherungsweise 7.300 Kilometern pro Sekunde.
Im selben Himmelsareal befinden sich unter anderem die Galaxien NGC 7290, PGC 68952, PGC 85228, PGC 1526985.
Das Objekt wurde am 7. August 1864 von dem Astronomen Albert Marth entdeckt und später von Johan Dreyer in seinen New General Catalogue aufgenommen.